# Karibischer Gulden
Der Karibische Gulden (niederländisch Caribische gulden, englisch Caribbean guilder) ist seit dem 31. März 2025 die offizielle Währung von Curaçao und Sint Maarten (Teile der ehemaligen Niederländischen Antillen). Sie löste damit die bisherige Währung, den Antillen-Gulden, in einem Verhältnis von 1:1 ab. Banknoten gibt es im Wert von 10, 20, 50, 100 und 200 Gulden, Münzen im Wert von 1, 5, 10, 25 und 50 Cent sowie 1 und 5 Gulden.
Der Karibische Gulden (XCG) ist wie sein Vorgänger (ANG) fest an den US-Dollar gekoppelt, mit dem festen Wechselkurs 1 USD = 1,79 XCG.